# Sergent-major chef
Pour les articles homonymes, voir Sergent-major (homonymie).

Insigne du grade de sergent-major chef de l'armée suisse

Le sergent-major chef (en allemand Hauptfeldweibel) est un grade de l'armée suisse au même niveau que le fourrier et en dessous de l'adjudant sous-officier. Le sergent-major chef est un sous-officier supérieur qui exerce la fonction de sergent-major d'unité.
À ce titre, il est, tout comme le fourrier, l'aide du commandant de compagnie. Il est principalement responsable au niveau de la compagnie de la bonne marche du service, du contrôle des effectifs, du matériel, de la munition, de la propreté des cantonnements, du service sanitaire ainsi que de la discipline.